# Зона відчуження
Зона відчуження — ділянка землі, яка встановлена для різних конкретних цілей.
Згідно з Міністерством оборони США, зони відчуження є територіями, на яких відповідний санкціонуючий орган забороняє конкретну діяльність у певній географічній зоні (див. військова зона відчуження). Ці зони створюються для контролю за безпекою населення, контролю над натовпом, або військових цілей, або як прикордонна зона. Зони відчуження можуть бути тимчасовими або постійними.

## Зони відчуження аварій на АЕС
Великі географічні зони відчуження були встановлені після великих катастроф на атомних електростанціях:
- Чорнобильська зона відчуження – Україна, створена 1986.
- Фукусімська зона відчуження – Японія, створена 2011.
- Киштимська зона відчуження – Росія, створена 1958.

## Зони відчуження стихійних лих
Аналогічно, зони відчуження були встановлені через стихійні лиха. На острові Монтсеррат існує зона відчуження, де в 1995 році почав вивергатися вулкан Суфріер Гіллс, який продовжує вивергатися. Вона охоплює південну частину острова, на яку припадає більше половини її сухопутної маси і більшість районів острова, які були заселені до виверження вулкана. Вулкан зруйнував міський центр острова і столицю Плімут, а також багато інших селищ і околиць. В'їзд до більшості зруйнованих територій заборонено, тоді як деякі райони підлягають обмеженням під час вулканічної діяльності або відкриті лише як «денна зона входу».
Також зони відчуження створювалися під час вивержень вулканів в Індонезії. Одним з таких випадків є виверження вулкану Агунг 2017 року (див. Виверження Агунга (2017)).